# Мельников, Иван Венедиктович
Иван Венедиктович Мельников — советский хозяйственный и государственный деятель, Герой Социалистического Труда.

## Биография
Родился в 1924 году на территории современной Кировоградской области. Член КПСС.
Окончил школу ФЗО в городе Марганце.
В 1952—1957 — горнорабочий очистного забоя шахты номер 4-7 «Чиатурская» Марганецкого ГОК.
В 1957—1983 — забойщик, помощник бригадира, бригадир забойщиков шахты номер 24 рудоуправления имени Ворошилова треста «Никополь-Марганец» Днепропетровского совнархоза/Министерства чёрной металлургии Украинской ССР.
Указом Президиума Верховного Совета СССР от 19 июля 1958 года присвоено звание Героя Социалистического Труда с вручением ордена Ленина и золотой медали «Серп и Молот».
Делегат XXII и XXIV съездов КПСС.
Умер в 1992 году в Марганце.

## Награды и звания
- Герой Социалистического Труда (19.07.1958)
- Орден Ленина (19.07.1958)
- Орден Октябрьской Революции (30.03.1971)
- Орден Трудового Красного Знамени (02.03.1981)